# كلاوس يغر
كلاوس يغر (بالألمانية: Klaus Jäger)‏ هو مجدف ألماني، ولد في 6 فبراير 1950 في كلهايم في ألمانيا.

## وصلات خارجية
- كلاوس جاغر على موقع الاتحاد الدولي للتجديف (الإنجليزية)
- كلاوس جاغر على موقع اللجنة الأولمبية الدولية (الإنجليزية)
- كلاوس جاغر على موقع أوليمبيديا (الإنجليزية)